# مايكل كونزي
مايكل كونزي (بالألمانية: Michael Kunze) (و. 1943  م) هو واضع كلمات الأوبرا، وكاتب، وكاتب أغاني، وشاعر غنائي، ومنتج أسطوانات، ومؤلف، ومبدع ألماني، ولد في براغ.

## وصلات خارجية
- مايكل كونزي على موقع IMDb (الإنجليزية)
- مايكل كونزي على موقع مونزينجر (الألمانية)
- مايكل كونزي على موقع ميوزك برينز (الإنجليزية)
- مايكل كونزي على موقع ميوزك برينز (الإنجليزية)
- مايكل كونزي على موقع ميوزك برينز (الإنجليزية)
- مايكل كونزي على موقع قاعدة بيانات برودواي على الإنترنت (الإنجليزية)
- مايكل كونزي على موقع أول ميوزيك (الإنجليزية)
- مايكل كونزي على موقع ديسكوغز (الإنجليزية)
- مايكل كونزي على موقع ديسكوغز (الإنجليزية)
- مايكل كونزي على موقع ديسكوغز (الإنجليزية)
- مايكل كونزي على موقع ديسكوغز (الإنجليزية)
- مايكل كونزي في قاعدة بيانات الأفلام على الإنترنت